# Interkoreanska toppmötet 2018

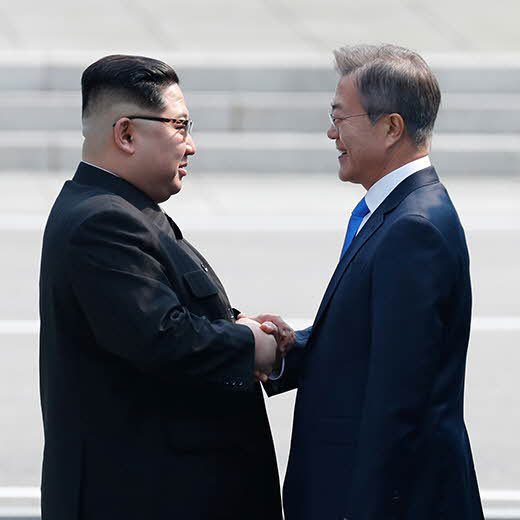
Kim Jong-un och Moon Jae-in skakar hand på det gemensamma säkerhetsområdet.

Interkoreanska toppmötet 2018 ägde rum den 27 april 2018 i gränsbyn Panmunjom på den sydkoreanska sidan av det gemensamma säkerhetsområdet, mellan Moon Jae-in, Sydkoreas president, och Kim Jong-un, Nordkoreas högste ledare. Det var det tredje interkoreanska toppmötet och det första sedan 2007. Det var också första gången sedan Koreakrigets slut 1953 som en nordkoreansk ledare befann sig på sydkoreansk mark, då Kim steg över den sydkoreanska gränsen; även president Moon klev över gränsen till Nordkorea. Mötet resulterade i ett gemensamt uttalande om att försöka uppnå fullständig fred mellan länderna och sträva efter total kärnvapennedrustning på Koreahalvön.

## Mötet

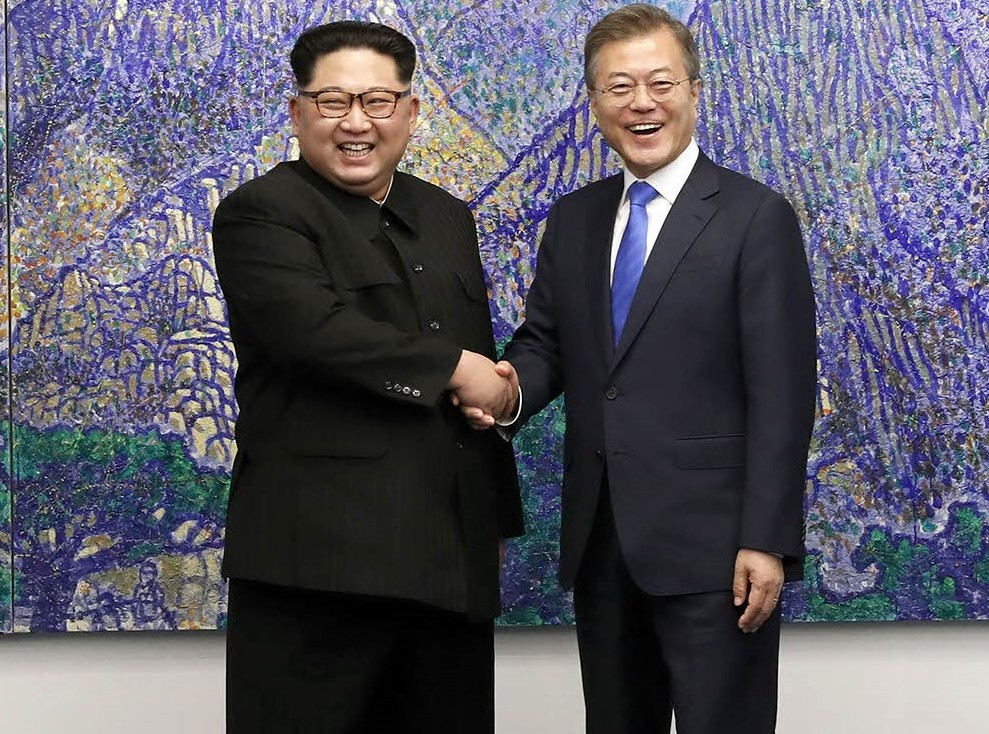
Kim Jong-un och Moon Jae-in inne i fredshuset.

Efter att Kim Jong-un och Moon Jae-in och deras respektive delegationer möttes vid gränsen eskorterades de båda ledarna till ett torg i Panmunjom, där en välkomstceremoni hölls. Därefter inleddes samtalen i fredshuset, en byggnad på den sydkoreanska sidan. Samtalen kom att hållas vid ett bord som är 2 018 millimeter brett, för att symbolisera året för det historiska mötet.
I Nordkoreas delegation ingick nio medarbetare, däribland Kims syster Kim Yo-jong och den ceremonielle statschefen Kim Yong-nam. Den sydkoreanska delegationen utgjordes av sju medarbetare, däribland utrikes- och försvarsministrar.
Senare under dagen planterade Kim och Moon ett barrträd vid stilleståndslinjen mellan länderna, som en symbol för "fred och välstånd". Trädet planterades i jord från det nordkoreanska berget Paektu och det sydkoreanska berget Halla, och vattnades med vatten från floderna Taedong och Han, som rinner genom respektive land.
Efter fortsatta samtal undertecknades ett gemensamt uttalande, varefter en presskonferens med de båda ledarna hölls. Mötet avslutades med en gemensam middag på den sydkoreanska sidan.

## Resultat
I det gemensamma uttalandet förklarade Kim Jong-un och Moon Jae-in att de båda länderna ska arbeta aktivt för att skapa en "permanent" och "solid" fred på Koreahalvön, och att de under det kommande året ska arbeta tillsammans med USA och Kina för att ersätta det stilleståndsavtal som undertecknades efter Koreakriget 1953 med ett officiellt fredsavtal. Enligt uttalandet innehåller det gemensamma målet också en "fullständig nedrustning av kärnvapen på den koreanska halvön".
Moon ska enligt uttalandet också besöka den nordkoreanska huvudstaden Pyongyang senare under året, och ledarna ska börja hålla regelbundna möten och telefonsamtal. Även Kim uttryckte under mötet en vilja att besöka Sydkoreas huvudstad Seoul i framtiden. Man enades också om öppnandet av en gemensam "kommunikationsbyrå" i den nordkoreanska staden Kaesong nära gränsen till Sydkorea, samt om ett återupptagande av tillfälliga återföreningar mellan släktingar åtskilda av Koreakriget.